# Smilax bona-nox
Smilax bona-nox är en enhjärtbladig växtart som beskrevs av Carl von Linné. Smilax bona-nox ingår i släktet Smilax och familjen Smilacaceae. Inga underarter finns listade.